# Karl Lapper
Pour les articles homonymes, voir Lapper.
Karl Lapper (6 février 1907 à Schneeberg près de Rabenstein, Tyrol du Sud - 27 octobre 1996 à Cologne) était un attaché de presse, propagandiste et homme politique autrichien (NSDAP). Il a travaillé dans le domaine de la presse et de la propagande des Jeunesses hitlériennes et du parti national-socialiste.

## Biographie
Après avoir fréquenté l'école primaire à Sankt-Joachimsthal, Lapper a étudié le droit à Innsbruck à partir de 1927, où il a obtenu son doctorat en droit en 1932. Pendant ses études, il devint membre de la Burschenschaft Suevia Innsbruck en 1927. Il a ensuite travaillé comme avocat stagiaire en Autriche. De 1932 à 1933, il a possédé un cabinet d'avocat à Kufstein.
En 1923, Lapper fonda au Tyrol, avec Hartmann Lauterbacher, la première organisation de jeunesse national-socialiste des pays alpins autrichiens. Le 1er novembre 1927, Lapper a adhéré au parti national-socialiste (NSDAP) (numéro d'adhérent 81.602). Le 12 avril 1928, il devint également membre de la Sturmabteilung (SA). À partir de 1930, il occupa différents postes fonctionnels au sein du parti : en 1930, il devint chef de groupe local, en 1931 chef de propagande de district et en 1933 chef de district du NSDAP à Kufstein. Après avoir été condamné à une peine de prison pour ses activités politiques, il s'enfuit en Allemagne à l'automne 1933. Il fut expulsé de la nationalité allemande à l'automne 1933.
Lapper trouva d'abord un moyen de subsistance à partir d'octobre 1933 en tant qu'attaché de presse dans la région ouest des Jeunesses hitlériennes à Cologne, où il devint directeur de la rédaction et, en décembre 1934, directeur principal du journal des Jeunesses hitlériennes Die Fanfare. En février 1935, il fut nommé à la direction de la jeunesse du Reich et prit en mai 1935 la direction adjointe du bureau de presse et de propagande de cette même direction. En janvier 1937, il fut promu chef de l'office en remplacement d'Erich Fischer (de). Jusqu'en juillet 1939, il était également attaché de presse du Reichsjugendführer.
Après l'annexion de l'Autriche (Anschluss), Lapper fut chargé en mars et avril 1938 de la propagande de presse dans la région électorale du Tyrol en tant que représentant spécial du Gauleiter Josef Bürckel. D'avril 1938 à la fin du régime nazi au printemps 1945, Lapper a siégé au Reichstag national-socialiste en tant que député pour l'Autriche. En octobre 1938, il devint orateur du Reich pour le NSDAP.
En février 1939, Lapper fut nommé directeur du "Groupe de travail Jeunesse et Livre". A sa demande, il fut déchargé en juillet 1939 de ses fonctions de chef de l'Office de la presse et de la propagande. A la demande de Joseph Goebbels, il passa au ministère du Reich pour l'information et la propagande, où il devait assumer une "mission particulière dans le domaine du cinéma". Entre début septembre 1939 et début avril 1941, Lapper fut directeur de la propagande du Gau et dirigea l'office de propagande du Reich du parti national-socialiste dans la région du Tyrol-Vorarlberg. Parallèlement, il y exerçait la fonction d'administrateur culturel régional de la Chambre culturelle du Reich.
Lapper est entré dans la Allgemeine SS le 30 janvier 1940 en tant que SS-Mann (SS-Nr. 351.373) et a été promu le même jour SS-Obersturmbannführer. Jusqu'au 1er juin 1941, il était guide honoraire auprès de l'état-major du SS-Hauptamt/Personalhauptamt. Après avoir effectué son service militaire comme tireur dans une compagnie de propagande (Propagandakompanie) du 24 juin au 21 septembre 1940, il fut déclaré indisponible pour le ministère de la Propagande du Reich (Reichsministerium für Volksaufklärung und Propaganda - RMVP) et ainsi exempté de service militaire. À partir d'avril 1941, Lapper dirigea le bureau des conférences et des réunions auprès de la direction du Reich du NSDAP et le bureau des orateurs du NSDAP au sein de la direction de la propagande du Reich. En tant que Gauhauptamtsleiter, puis Oberbereichsleiter, il fut également, à partir du 1er mars 1943, le chef provisoire des "Hauptamts Propaganda" de la Reichspropagandaleitung der NSDAP. En novembre 1943, il prit également la direction provisoire de l'office de propagande du Reich et du Gaupropagandaamt der NSDAP dans la région de Carinthie (Reichsgau Kärnten) du NSDAP. À partir d'août 1944, il fut chef de l'état-major de la section supérieure SS-Oberabschnitts Alpenland.

## Ouvrages
- Jahrgang 1926. Ein Jahr Arbeit im Deutschen Jungvolk, 1936.
- Jungmädel, Dein Dienst, 1937.
- Die Organisations der Hitler-Jugend, 1937.
- Pimpf, was Du von Deinem Dienst wissen musst, 1937.
- Schafft Heime für die Hitlerjugend, 1937.

## Source
- (de) Cet article est partiellement ou en totalité issu de l’article de Wikipédia en allemand intitulé « Karl Lapper » (voir la liste des auteurs).